# Johannes Nielsen
Carl Johannes Nielsen (født 14. september 1870 på Hindholm Højskole, død 20. december 1935) var en dansk skuespiller, sceneinstruktør og teaterdirektør. Han var bror til L.C. Nielsen,
Nielsen blev 1890 student og året efter elev ved det kongelige Teater, hvor han optrådte i nogle småroller og efter en flerårig afbrydelse, i hvilken han drev spredte universitetsstudier, 
omsider debuterede 1. marts 1897 som Arv i Maskeraden. Bondekarlens maske kunde Nielsen bære, men lunet fattedes; derimod fik hans lyriske talent en smuk udfoldelse, da han 1897—99 virkede ved Folketeatret, navnlig som Pastor Sang i Over Evne I, hvor hans mandige udtryk for naturglæde og tro førte ham frem i første række blandt tidens sceniske ungdom. 1899 afbrød Nielsen sin virksomhed og modtog ansættelse som økonomiinspektør ved det kongelige Teater og som medhjælper ved sceneinstruktionen, men 1904 vendte han tilbage til Folketeatret, der i de følgende år høstede gavn af den udvikling, han havde gennemgået som William Blochs elev. Nielsen formede nu en del udmærket sammenstemte forestillinger, særlig af landlig art, for eksempel Sind, Pigernes Alfred og Den røde Hane, og skønt hans karakteriserende skuespillerevne ikke var betydelig, skabte han enkelte levende typer, for eksempel den sølle havarist Möllmark i Byens Stolthed, den stejle bondekarl i Sind og den forpinte ægtemand i Samson og Dalila. 1908—12 var Nielsen direktør for Folketeatret, der 1911—12 lededes i forening med Dagmarteatret, men da denne uheldige konstellation ophørte, indtraadte Nielsen sammen med Adam Poulsen i direktionen for Dagmarteatret, hvorfra han, der ogsaa i nogle somre styrede Friluftsteatret, 1914 blev ansat som artistisk direktør for Nationalscenen. Ihvorvel han også her formede enkelte smukke forestillinger, for eksempel Einar Christiansens Fædreland, beherskede han dog ikke den vanskelige stilling, og skønt han udførte et omfattende repertoire, vedblev hans periode på Folketeatret at være den lødigste i kunstnerisk henseende. Efter sparekommissionens indgreb 1922 blev Nielsens direktorat afsluttet; frem for at fortsætte som skuespiller ved Nationalscenen foretrak han at modtage en biografteaterbevilling og optræde som gæst på privatscenerne i provinserne og København, senest (1924) på Casino. 1925—26 var han instruktør ved Alléteatret.